# Rumpistol
Rumpistol er synonymt med komponist og producer Jens Berents Christiansen. Rumpistol har bl.a. udgivet på eget pladeselskab Rump Recordings samt på tyske Project: Mooncircle, amerikanske The Rust Music, ØEN Records og Sofa Beats.
Rumpistol producerer neoklassisk og elektronisk musik i electronica-genren med inspiration fra ambient, dub, idm, techno og dubstep.
Rumpistols musik blev første gang spillet af BBC radioværten John Peel i 2004.
I 2008 bestilte Det Danske Filminstitut et live soundtrack fra Rumpistol til den russiske stumfilm "Kosmisk rejse" fra 1936 og igen i 2014 til den amerikanske stumfilm "The Crowd" fra 1928.
I 2011 blev Rumpistol sammen med 7 andre præmieret af Statens Kunstfond's for årets bedste rytmiske udgivelse.
Rumpistol udgav i 2016 singlen "Eyes Open Wide" skrevet og indspillet sammen med Ane Trolle. Rumpistol og Ane Trolle spillede derefter 7 koncerter i Danmark. Singlen blev samme år remixet af syv forskellige kunstnere og udgivet på Iboga Records.
Den 7. september 2016 blev Rumpistol's musik blev brugt til åbningen af de Paralympiske Lege ved i Rio de Janeiro.
Rumpistol har bl.a. spillet live på Roskilde Festival (DK) i 2006 og 2009, på MUTEK Festival (CAN) i 2012 og på Boiler Room UK i 2012..
Den 4. december 2017 vandt han en Danish Music Award Jazz for udgivelsen "Masala" sammen med gruppen Kalaha som udover Jens Berents Christiansen (keyboards) bestod af Emil de Waal (trommer), Niclas Knudsen (guitar) og Mikael "Spejderrobot" Elkjær (elektronik).
Sideløbende med sin solo-karriere har Jens Berents Christiansen komponeret musik til diverse spil, film, teater og danseforestillinger, bl.a. kortfilmen "Barnepigerne" (2020) instrueret af Signe Barvild Stæhr, som blev nomineret til en Robert i 2021 .
En stress-relateret burn out som Jens Berents Christiansen oplevede i 2018 dannede udgangspunktet for de to mere akustisk-prægede albums "After The Flood" (2020) og "Isola" (2022), som også gav anledning til dannelsen af Rumpistol Ensemblet.

## Diskografi

### Studiealbum
- "Rumpistol" (2003).
- "Mere Rum" (2005).
- "Dynamo" (2008).
- "Floating" (2012) - i samarbejde med Red Baron (Tobias Buch Andersen).
- "Away" (2014).
- "After The Flood" (2020)
- "Isola" (2022)

### Ep'er
- "Copenhagen Jazz" (2004) - split EP med Splitbeat.
- "Talk To You EP" (2011).
- "It's Everywhere" (2013).
- "Asleep" (2013).
- "Away Rmxs" (2014).
- "Eyes Open Wide Rmxs" (2016).
- "Drops" (2017).
- "Drops Remixes" (2018).
- "In My Room" (2019).

### Med Kalaha
- "Hahaha" (Album /2014).
- "Quarquaba" (EP/2016).
- "Wahwahwah" (EP/2016).
- "Masala" (Album/2016).
- "Mandala" (Album/2019).
- "Mystafa" (Album/2021).
- "Tutku" (Album/2022).